# Sowinko
Sowinko (niem. Neu Zowen) – wieś w Polsce położona w województwie zachodniopomorskim, w powiecie koszalińskim, w gminie Polanów. Wieś jest siedzibą sołectwa "Sowinka" w którego skład wchodzi również miejscowość Kościerniczka.
Według danych z 1 stycznia 2011 roku wieś liczyła 129 mieszkańców. 
W latach 1975–1998 miejscowość administracyjnie należała do województwa koszalińskiego. W latach 1973–76 w gminie Sianów.